# Hynish Harbour

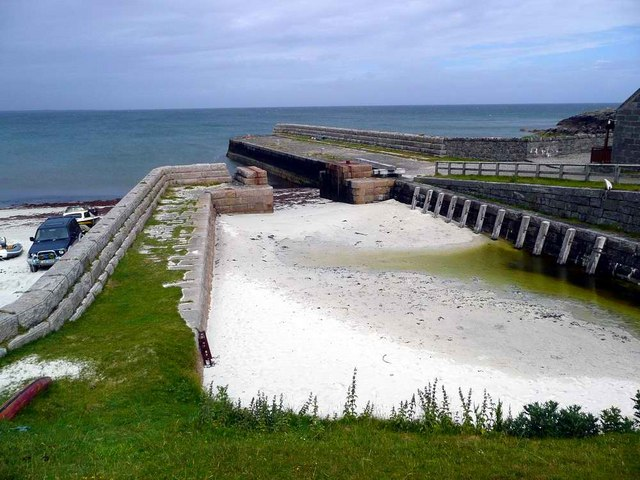
Anleger

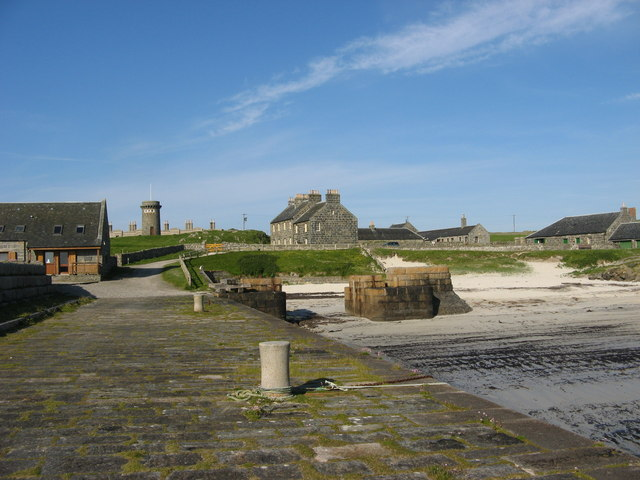
Hafengebäude

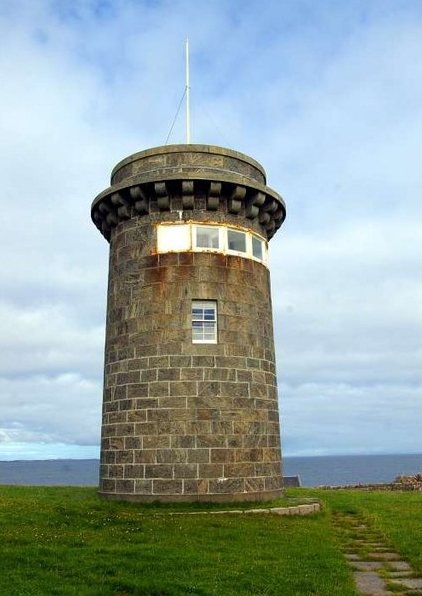
Signalturm

Hynish Harbour ist ein Seehafen im Südosten der schottischen Hebrideninsel Tiree. 1971 wurde der Hafen in die schottischen Denkmallisten zunächst in der Kategorie B eingeordnet. Auf Grund seines guten Erhaltungszustands und der Einmaligkeit der Anlagen in Schottland erfolgte dann im Jahre 1989 die Aufnahme in die höchste Kategorie A.

## Geschichte
Die Hafenanlagen wurden im Zusammenhang mit dem Bau des Skerryvore-Leuchtturms auf der rund 20 km südlich gelegenen Felseninsel Skerryvore errichtet. Auf Grund der geringen Größe von Skerryvore, konnten dort nur kleine Mengen Baumaterial gelagert werden, weshalb ein nahegelegener Hafen zur Bereitstellung benötigt wurde. Dieser wurde bei Baubeginn in den Jahren zwischen 1837 und 1840 eingerichtet. Als Architekt war Alan Stevenson, der auch den Leuchtturm plante, verantwortlich. Vor der Automatisierung des Leuchtturms wurde Hynish Harbour für dessen Betrieb und Instandhaltung benötigt. In den späten 1980er Jahren gelangte der ungenutzte Hafen dann in den Besitz einer Organisation zum Schutz von Denkmälern und Kultur auf den Hebriden; später wurden auch die abseits gelegenen Arbeiterhäuser und der Signalturm hinzugekauft. Es erfolgte die Restaurierung der Anlage. In dem Signalturm wurde ein Leuchtturmmuseum eingerichtet und einige Häuser zu Mietwohnungen umfunktioniert. In den 1840er und 1850er legten von Hynish auch Schiffe ab, die in Anbetracht von Highland Clearances und Kartoffelfäule Auswanderer nach Kanada brachten. Heute wird der Hafen noch für Fischerboote genutzt.

## Beschreibung
Die Bauwerke bestehen aus groben, behauenen Steinen und schließen entweder mit Flach- oder schiefergedeckten Walm- oder Satteldächern ab. Am Schiffsanleger, der rund 70 m in nordöstlicher Richtung in den Atlantischen Ozean
hineinragt, war einst ein handbetriebener Verladekran installiert. Unweit des Hafenbeckens befindet sich ein Reservoir, dessen Wasser über einen kurzen Ablauf in das Hafenbecken geleitet werden kann, um Sandablagerungen auszuspülen und eine Versandung zu vermeiden. Die Arbeiterhäuser sind zweistöckig gebaut und schließen mit Satteldächern ab. Auffällig ist das am höchsten gelegene ehemalige Gebäude der Leuchtturmwärter. Es handelt sich um ein längliches, einstöckiges Gebäude mit Flachdach, das in mehrere Wohneinheiten untergliedert ist. In dessen Nähe ragt der stumpfe, runde Signalturm auf, der für die Kommunikation mit den Leuchtturmwärtern auf Skerryvore per Lichtsignal benötigt wurde. Ferner gehören verschiedene Lagerhäuser zu der Anlage.